# Ярвепалу
Ярвепалу (ест. Järvepalu) — село в Естонії, входить до складу волості Риуге, повіту Вирумаа.